# Eva Cassidy
Eva Marie Cassidy (Washington, DC, EUA, 2 de fevereiro de 1963 — Bowie, Maryland, EUA, 2 de novembro de 1996) foi uma cantora norte-americana. Embora fosse muito tímida, conquistou reputação local como intérprete de vários estilos musicais: jazz, blues e folk. 
Em 1996, ao morrer vítima de câncer, Eva Cassidy ainda era praticamente desconhecida fora de Washington, DC e Maryland. Mas a morte não encerrou sua trajetória musical. Em resenha sobre o lançamento de seu álbum American Tune, de 2003, o jornal inglês Daily Telegraph se referiu a ela como protagonista da "mais memorável carreira póstuma na história da música pop".

## Biografia
Eva Cassidy cresceu na pequena cidade de Bowie, nas cercanias de Washington, DC. Desde sua infância, demonstrou ter talento artístico e musical. Sempre foi apaixonada por música, independentemente do estilo, e adorava ouvir rádio. Com um dom nato para harmonia, Eva aprendeu a tocar violão com seu pai e, juntamente com seus irmãos, integrou uma banda que se apresentava em reuniões familiares e festas escolares. Deixou de se apresentar com o grupo em razão de sua timidez.
Ao cursar o Ensino Médio, se interessou por atividades artísticas e pela defesa dos direitos das minorias raciais. Nunca teve grande interesse em praticar ou acompanhar esportes e pouco namorava. Demonstrava também pouca ambição profissional.
Nessa época, ela se integrou como cantora a uma banda local chamada Stonehenge. Aos 18 anos, Cassidy iniciou sua carreira profissional, cantando e tocando violão na banda Easy Street, que se apresentava em casamentos, festas corporativas, bares com música ao vivo, executando vários estilos musicais.
Durante os anos 1980, Eva Cassidy se apresentou com várias bandas. Em 1986, conheceu o baixista e produtor musical Chris Biondo, que a encorajou a fazer registros em estúdio e ajudou a encontrar trabalho de backing vocal para bandas conhecidas no cenário musical da capital norte-americana.
Em 1990, Biondo e Cassidy criaram a Eva Cassidy Band, que se apresentava regularmente na região. Seu talento foi reconhecido localmente e, em 1993, Cassidy recebeu dois prêmios Wammie da comunidade musical de Washington, nas categorias Female Vocalist Roots/Traditional R&B e Vocalist Jazz/Traditional.
Finalmente, em janeiro de 1996, Cassidy gravou seu primeiro álbum solo - Live at Blues Alley. Em julho do mesmo ano, Eva foi diagnosticada com melanoma, já com metástase. Sua saúde piorou rapidamente e ela morreu em novembro com apenas 33 anos de idade.
Apesar de exibir tantas qualidades, Eva nunca conseguiu um contrato com gravadoras. O principal obstáculo foi sempre sua recusa a ser enquadrada em um gênero musical específico.
Mas a morte não encerrou sua trajetória musical. No começo de 2001, após um trabalho de divulgação da rádio BBC, o álbum Songbird alcançou o 1º lugar em vendagem na Grã-Bretanha. Os álbuns lançados postumamente já venderam mais de 4 milhões de cópias.

### Reconhecimento póstumo
Em 1998 foi lançado o álbum Songbird, uma coletânea com faixas de álbuns anteriores (The Other Side, Eva By Heart e Live At Blues Alley). Após alguns anos de obscuridade, Songbird foi recomendado a um produtor da rádio BBC, que o colocou no ar para os ouvintes britânicos. Com a repercussão obtida e após outra apresentação da BBC, desta vez um vídeo de Eva interpretando a canção Over The Rainbow (música tema do filme O Mágico de Oz, na voz de Judy Garland), Songbird alcançou o primeiro lugar nas paradas de sucesso da Grã-Bretanha, com mais de 1 milhão de cópias vendidas.
Em entrevista à apresentadora de rádio Robin Young, após ouvir a versão de Eva Cassidy para sua música Fields of Gold, Sting se comoveu ao ouvir uma voz tão pura e expressiva, e ficou feliz ao ver o talento da cantora ser reconhecido internacionalmente.
O álbum também conquistou uma legião de novos fãs para Eva em outros países da Europa e nos Estados Unidos.
Desde então várias músicas gravadas por Eva têm sido utilizadas em trilhas sonoras de filmes (Simplesmente Amor - Actually Love, Encontro de Amor - Maid in Manhattan) e séries de televisão (Dawson's Creek, Smallville, Pretty Little Liars).

## Discografia
- The Other Side (1992), com Chuck Brown
- Eva by Heart (1997) - único álbum gravado integralmente em estúdio
- Live at Blues Alley (1997)
- Songbird (1998) - compilação de álbuns anteriores - 1º lugar em vendagem na Inglaterra em 2001
- Time After Time (2000) - 25º lugar em vendagem na Inglaterra
- No Boundaries (2000)
- Method Actor (2002)
- Imagine (2002) - 1º lugar em vendagem na Inglaterra
- American Tune (2003) - 1º lugar em vendagem na Inglaterra
- Wonderful World (2004) - compilação de faixas de álbuns anteriores - 11º lugar em vendagem na Inglaterra
- Somewhere (2008)
- Simply Eva (2011) - 12 faixas acústicas nunca antes editadas